# Pterodroma gouldi
Pterodroma gouldi je druh buřňákovitého ptáka, který se vyskytuje v oblastech Nového Zélandu a jihovýchodní Austrálie. Hnízdí pouze na několika lokalitách na Severním ostrově Nového Zélandu a jeho přilehlých ostrůvcích, zbytek roku tráví na moři. Jedná se poměrně o početný druh s odhadem populace kolem 200–300 tisíc párů.

## Systematika
Druh byl znám evropské vědě již někdy od roku 1840, avšak v té době byl považován za tentýž druh jako buřňák dlouhokřídlý (Pterodroma macroptera). V roce 1869 však britsko-novozélandský vědec Frederick Huttontaxon popsal Pterodroma gouldi jako nový druh na základě odlišnosti v opeření od buřňáka dlouhokřídlého. V seznamu ptáků z roku 1913 však P. gouldi byl opět považován za tentýž druh jako P. macroptera. V následujících desetiletích byl P. gouldi považován často za poddruh P. macroptera a jeho vědecké jméno tedy bylo Pterodroma macroptera gouldi. Od přelomu 20. a 21. století se však začali objevovat autoři, kteří se začali přiklánět k názoru, že se jedná o samostatný druh. Tuto otázku definitivně rozlouskla studie z roku 2016, která seznala, že P. gouldi má dostatečně odlišné DNA, opeření, morfologii, osteologii, vokalizaci, externí parazity i etologii na to, aby byl považován za samostatný druh. Co více, na základě rozboru mitochondriální DNA se ukázalo, že buřňák dlouhokřídlý je nejblíže příbuzný s buřňákem bělohlavým (Pterodroma lessonii).

## Rozšíření a populace

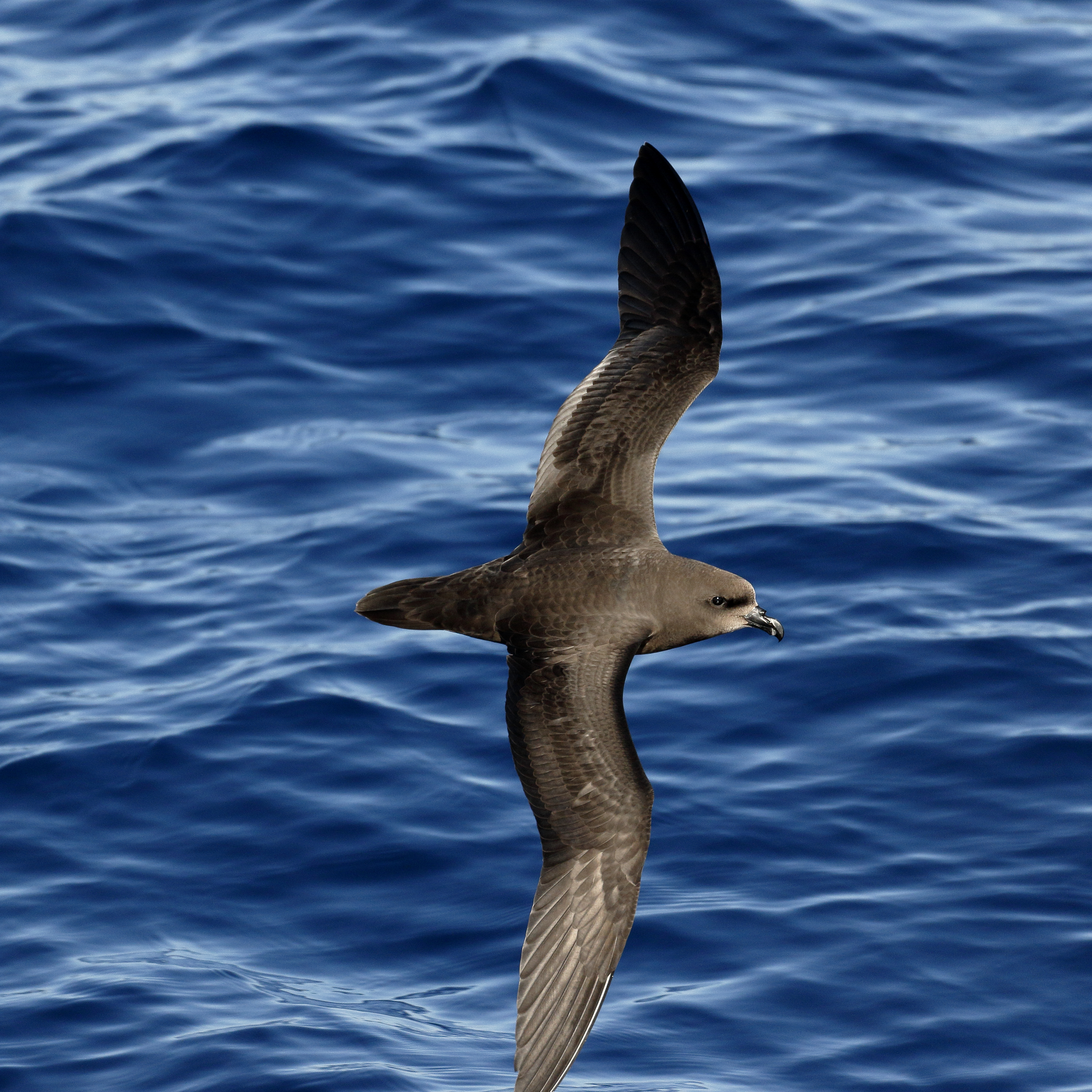
P. gouldi v letu u australských břehů

Hnízdí pouze na Severním ostrově Nového Zélandu, a to jak na pevnině (samotném Severním ostrově), tak na řadě menších příbřežních ostrůvcích jako jsou Tříkrálové ostrovy, Hen a Chicken, Mokohinau, Moutohora, Hongiora, Mercury nebo Aldermenoy ostrovy. Hnízdí v norách v blízkosti skalnatého pobřeží moře. Nory bývají umístěny jak v lese, tak na travnatých plochách. V době mimo hnízdění P. gouldi zalétá do Tasmanova moře, kde tráví veškerý čas.
Je známo přes 100 kolonií druhu. Největší se nachází na ostrovech Moutohora a Hongiora v Bay of Plenty, které hostí přes 100 tisíc hnízdních párů. Globální populace se odhaduje na 200–300 tisíc párů.

## Popis
Tento středně velký buřňák dorůstá délky těla 41 cm a váhy 550 g. Zobák je krátký a statný, horní čelist je zakončena ostrou špičkou směřující dolů. Křídla jsou úzká a dlouhá. Zobák a nohy jsou černé. Opeření je takřka po celém těle hnědočerné, pouze čelo, tváře, brada a hrdlo jsou světle šedé.

## Biologie
Hlavně za soumraku a těsně po něm se jedinci tohoto druhu s oblibou prolétávají nad svými koloniemi za častého volání o-hi nebo o-hoe. Na hnízdě nebo vedle něj se ozývají hlasitým or-uik a si-si-si. Živí se různými druhy desetiramenatců, mají rádi i ryby a korýše. Potravu sbírají hlavně z hladiny moře nebo těsně pod ní typicky do 5m hloubek, avšak patrně se dovedou potopit až do 20m hloubek. V koloniích jsou buřňáci aktivní hlavně v noci, kdy předvádí nad koloniemi impozantní letové variace.

### Hnízdění

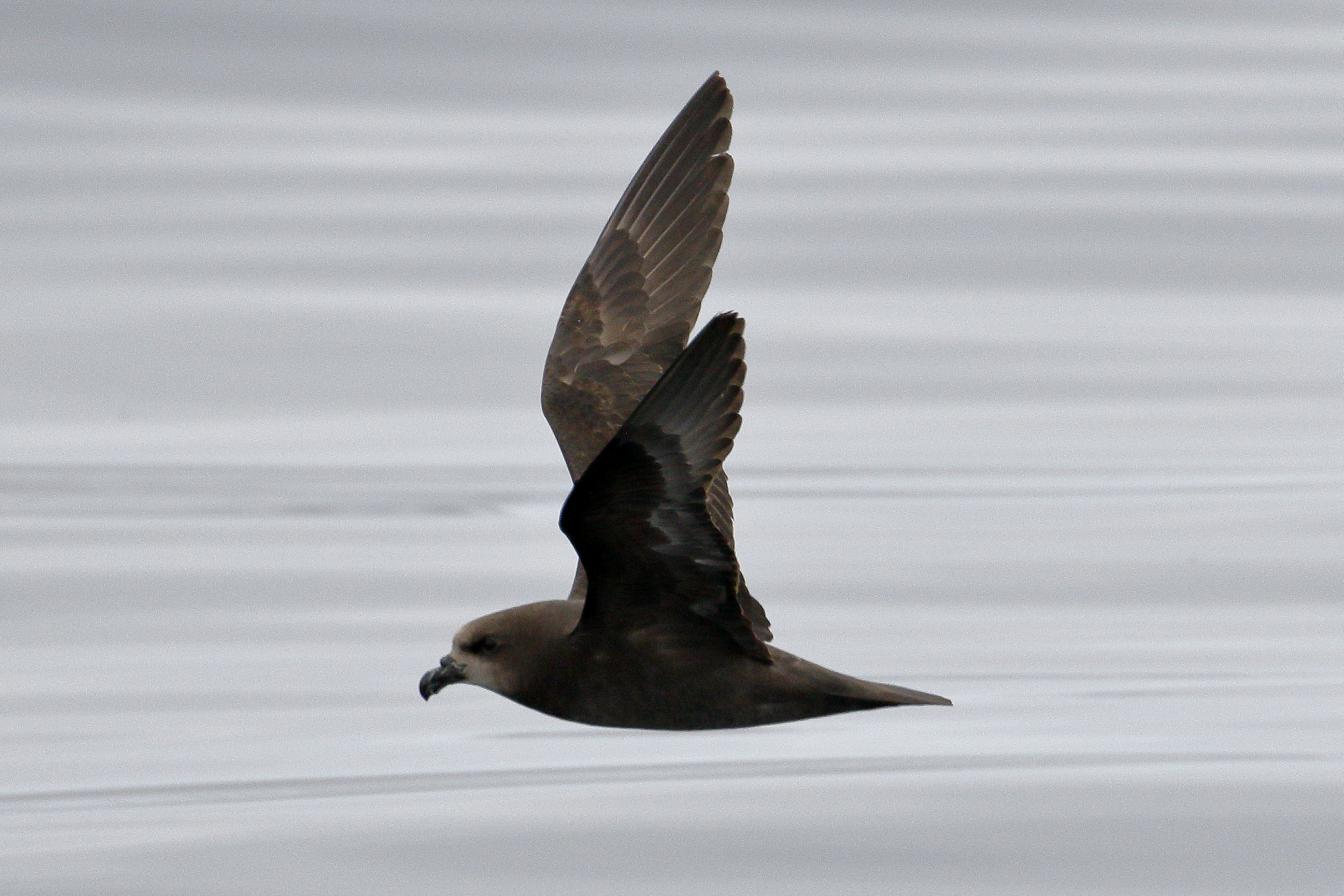
P. gouldi s patrným krátkým ocasem a zašpičatělou zahnutou špičkou horní čelisti

Doba hnízdění je značně prodloužená, trvá zhruba od března do ledna. Ptáci hnízdí v norách, které si sami vyhrabávají. Samice klade pouze jedno oválné vejce o rozměrech c. 68×48 mm, a to nejčastěji od poloviny června do konce července. Inkubace je sdílená oběma partnery a trvá kolem 55 dní. Těchto 55 dní je přitom rozděleno pouze do 3 dlouhých inkubačních směn; 2 z nich zajišťuje samec, jednu samice. Zatímco jeden z partnerů sedí na vejci, druhý shání na moři potravu. Lovit přitom může i tisíce kilometrů daleko. K prvnímu letu dochází kolem věku 118 dní a bezprostředně po něm dochází i k osamostatnění. Následujících několik let stráví mladý buřňák na moři a po 3 letech se vrací do své natální kolonie a začíná si hledat partnera. Poprvé může zahnízdit již ve 4 letech, nejčastěji však dochází k zahnízdění až v 8–10 letech.

## Ohrožení
Mezinárodní svaz ochrany přírody hodnotí druh jako málo dotčený z důvodu vysokého stavu populace. Populační trend tohoto druhu je nicméně klesající, hlavní příčinou jsou invazivní druhy savců jako jsou kočky, krysy ostrovní, potkani, krysy obecné, hranostaji a prasata. Snad největším problémem jsou kočky, které vedle útoků na vejce a ptáčata mohou usmrtit i dospělce. Dalším problémem je sběr ptáků z hnízdišť místními maorskými kmeny jako je Ngāti Awa a Hauraki, ke kterému dochází hlavně v oblasti Bay of Plenty. Maorové takto buřňáky sbírají (mohlo by se říci loví, nicméně hnízdící buřňáci jsou extrémně zranitelní a věrní svým hnízdům, takže je lze z nory jednoduše vytáhnout a usmrtit) ke konzumaci již od dávných dob a v minulosti se už stalo, že místní úřady sběr ptáků na čas zakázaly z důvodů populačních poklesů. Tato aktivita tradičního maorského sběru se v angličtině nazývá muttonbirding. Při nejmenším někteří jedinci jsou ohroženi zvýšenou hladinou rtuti v těle, což může mít negativní vliv na jejich hnízdní úspěšnost.